# Александрія (Лодзинське воєводство)
Александрія (пол. Aleksandria) — село в Польщі, у гміні Озоркув Зґерського повіту Лодзинського воєводства.
Населення — 168 осіб (2011).

## Демографія
Демографічна структура станом на 31 березня 2011 року:
|          | Загалом | Допрацездатний вік | Працездатний вік | Постпрацездатний вік |
| -------- | ------- | ------------------ | ---------------- | -------------------- |
| Чоловіки | 89      | 24                 | 60               | 5                    |
| Жінки    | 79      | 17                 | 50               | 12                   |
| Разом    | 168     | 41                 | 110              | 17                   |